# Truncopes fujikawae
Truncopes fujikawae är en kvalsterart som beskrevs av Aoki och Ohkubo 1974. Truncopes fujikawae ingår i släktet Truncopes och familjen Oripodidae. Inga underarter finns listade i Catalogue of Life.